# Martin Breinesberger
Martin Breinesberger (* 12. Oktober 1827 in Niederneukirchen; † 3. Dezember 1890 in St. Florian bei Linz) war ein oberösterreichischer Baumeister, der sich mit dem Bau von Vierkanthöfen und Sakralbauten beschäftigte.

## Leben
Martin Breinesberger wurde als Sohn des Maurers und Inwohners Mathias Breinesberger und dessen Ehefrau Anna Maria geb. Wol(f)stermayr in Niederneukirchen geboren. Er heiratete die Schneidertochter Josepha Glück aus Hausleiten bei St. Florian. Sie bekamen 11 Kinder.
Martin Breinesberger absolvierte eine Ausbildung zum Maurer und arbeitete als Geselle und Polier bei Friedrich Schiller (1848) und Schlagbauer in Ebelsberg. 1855 wurde er Meister und machte sich im Folgejahr selbständig. Nachdem 1848 die Grunduntertänigkeit in den habsburgischen Erblanden aufgehoben worden war und die Bautätigkeit zunahm, stieg er insbesondere in der Gegend um Enns zum gefragten Baumeister auf.
Zu den bedeutenden Werken gehören 1868 der Turm der Filialkirche Oberthalheim (St. Anna) nach Brand, 1873 die Aufstockung der Pfarrschule Ebelsberg (1873), sowie zahlreiche Vierkanthöfe in und um St. Florian, darunter auch der angeblich größte seiner Art, der „Zehetner“ zu Gemering, mit seinen 365 Fenstern, 52 Türen, 12 Toren und 7 Rauchfängen auch „Jahreszeitenhof“ genannt.
Martin Breinesberger verstarb am 3. Dezember 1890 im Haus St. Florian, Markt 31 (Obermayr- oder Baumeisterhaus) an der „Wassersucht“. Der Nachruf vom 14. Dezember 1890, abgedruckt in der Linzer Tages-Post, ehrt ihn als Mitglied zahlreicher Vereine in und um St. Florian und besonders als „Zehnerjäger“, also als Angehöriger des 10. Jägerbataillons, welches bei der Schlacht von Santa Lucia  im Ersten Italienischer Unabhängigkeitskrieg einen bedeutenden Sieg errungen hatte.
Sohn Franz Breinesberger übte ebenfalls das Baumeisterhandwerk aus und schuf neben sakralen auch viele private Bauten, unter anderem auch in Linz.